# Selección de fútbol de Extremadura
La selección de fútbol de Extremadura es el equipo conformado por jugadores de la comunidad autónoma española de Extremadura para la disputa de partidos amistosos. La creación de esta selección fue impulsada por el jugador de fútbol César Sánchez (que jugó en Real Zaragoza, Valencia CF y Real Madrid, entre otros equipos), con el apoyo de la Junta de Extremadura, Cáceres 2016, Marca Extremadura, la Consejería de Jóvenes y  Deporte de Extremadura, y la Federación Territorial Extremeña de Fútbol. La selección no está afiliada a la FIFA o a la UEFA, ya que está representada internacionalmente por la Selección de fútbol de España. Desde 2001 la selección extremeña amateur participa en la Copa de las Regiones de la UEFA.

## Debut oficial
El 28 de diciembre de 2007 en el estadio Nuevo Vivero de Badajoz vio la luz la Selección Extremeña de Fútbol Absoluta. La celebración de este encuentro, cuya organización corresponde a la Consejería de Jóvenes y Deporte en estrecha colaboración con la Federación Territorial Extremeña de Fútbol, fue proyectada como una fiesta del deporte y como medida de apoyo e impulso al fútbol de esta región. En la práctica es el estreno como selección, exceptuando el precedente del partido homenaje a las víctimas de la riada de 1997 en Badajoz, en la que un combinado formado por los mejores jugadores extremeños de aquel momento se enfrentó al Real Madrid en el Viejo Vivero.
La idea nació de la propuesta que el portero del Valencia CF César Sánchez realizó en el mes de agosto y en la que mostraba su ilusión por la creación de una Selección Extremeña de Fútbol en categoría absoluta que de la mano de Ambición Blanquinegra (Asociación) lograron hacerlo realidad, poniéndose a disposición de la Consejería para ayudar en todo lo que fuera necesario. Estas declaraciones fueron el desencadenante para la puesta en marcha del proyecto, que además contaba con el apoyo de “Cáceres 2016” y “Marca Extremadura”.
El rival elegido para este debut fue la Selección Nacional de Guinea Ecuatorial, antigua colonia española cuya federación forma parte de la Confederación Africana de Fútbol. La selección ecuatoguineana está situada entre las 100 mejores selecciones del ranking FIFA y en ese momento estaba clasificada para la Copa Africana de Naciones de 2012, que se celebraría precisamente en este país y en su vecino Gabón.
La intención fue que la cita se convirtiera en una fiesta del deporte. Para ello el previo del partido estuvo animado por numerosas actuaciones musicales. Cabe también destacar que el saque de honor lo realizaron las chicas del Fútbol-7 que se proclamaron campeonas de España el 8 de diciembre de 2007 en Valencia tras derrotar a Andalucía por 1-0. Además, durante el descanso se realizó un homenaje al colectivo arbitral.

## Partidos internacionales
| Fecha                   | Sede    | Estadio         | Equipo local | Visitante         | Resultado |
| ----------------------- | ------- | --------------- | ------------ | ----------------- | --------- |
| 28 de diciembre de 2007 | Badajoz | Nuevo Vivero    | Extremadura  | Guinea Ecuatorial | 2 - 1     |
| 27 de diciembre de 2008 | Cáceres | Príncipe Felipe | Extremadura  | Perú              | 2 - 2     |

## Seleccionadores
- Paco Herrera (2007)
- Ciriaco Cano (2007)
- Manolo (2007 - 2008)
- Sancho Bejarano Bueno (2008 - 2009)
- Domingo Terrón Depilado (2019 - 2020)
- Aitor Bidaurrázaga (2023 - Actualidad)